# Nghĩa Trang Việt Lào
Nghĩa trang Liệt sĩ Quốc tế Việt Lào là nơi tập trung các phần mộ các liệt sĩ của hơn 11000 cán bộ, chiến sĩ tình nguyện và chuyên gia quân sự hy sinh trên chiến trường Lào. Khu nghĩa trang nằm ở thị trấn Kim Nhan, huyện Anh Sơn, tỉnh Nghệ An, nằm cách thành phố Vinh khoảng 80 km phía tây Nghệ An.
Khu nghĩa trang liệt sĩ Việt – Lào có diện tích rộng khoảng gần 7 ha, là nghĩa trang lớn nhất tập hợp các mộ liệt sĩ của quân tình nguyện và chuyên gia Việt Nam từng tham gia chiến đấu và hy sinh tại nước Lào. Nghĩa trang được xây dựng từ năm 1976. Đến năm 1982, Đảng và Nhà nước ta đã quyết định đưa toàn bộ hài cốt liệt sĩ hy sinh ở nước bạn Lào về nước, an táng tại Nghĩa trang liệt sĩ Việt - Lào.
Khu vực nghĩa trang có 2 khu: A và B. Khu A gồm 9 lô liệt sĩ với 5.381 mộ. Khu vực B gồm 13 lô mộ liệt sĩ với tổng 5.219 mộ và một lô mộ tử sỹ gồm 11 mộ. Tính từ khi xây dựng cho đến nay, có khoảng 11.000 hài cốt các liệt sĩ hi sinh trên chiến trường nước Lào về đây an nghỉ.
Hàng năm, đội quy tập hài cốt liệt sĩ thuộc Quân khu IV tổ chức hàng chục đội quy tập trên khắp những ngả đường Trường Sơn, vùng thượng Lào, Sa-va-na-khẹt,... Rất nhiều, chiến sĩ, cán bộ đã không hay biết được tên. Hiện nay, Nghĩa trang liệt sĩ Việt - Lào có khoảng 6.900 phần mộ chưa rõ tên và quê và 570 mộ có tên, nhưng chưa rõ quê.
Tại Nghĩa trang liệt sĩ Việt – Lào, các liệt sĩ có quê hương từ Nghệ An,Thanh Hóa, Hải Phòng, Nam Định, Hải Dương, Bắc Giang... Tất cả các anh đã cùng mang sức trẻ của mình cống hiến cho đất nước Bạn cũng là một cách để bảo vệ đất nước Việt Nam.